# 강남차병원
차의과학대학교 강남차병원은 서울특별시 강남구 논현로 566 에 위치한 차병원그룹의 종합병원이자 대학병원(차의과학대학교)이다. 난임, 분만, 부인과 질환 분야에 특화된 전문병원이다. 그 밖에 내과, 외과, 신경과 등의 진료 업무도 하고 있다.

## 연혁
- 1960년 차산부인과 개원
- 1984년 서울시 강남구 역삼동에 강남차병원 개원

## 같이 보기
- 차의과학대학교
- 성광의료재단
- 차병원그룹